# Фомичов Микола Михайлович
Микола Михайлович Фомичов (нар. 21 липня 1924, Морки) — український художник; член Спілки радянських художників України з 1967 року.

## Біографія
Народився 21 липня 1924 року в селі Морках (нині селище міського типу в Марій Ел, Росія). Брав участь у німецько-радянській війні. 1952 року закінчив Український поліграфічний інститут у Львові, де навчався зокрема у Олени Кульчицької, Василя Форостецького.
Жив у Києві, в будинку на вулиці Ентузіастів, № 45/1, квартира № 19.

## Творчість
Працюава у галузі політичного плаката, книжкової графіки та монументально-декоративного живопису. Серед робіт:
- плакат «Семирічку достроково» (1956);

монументальний живопис
- мозаїчне панно «Дружба народів» у фойє кіноконцертного залу «Мир» в Ашгабаді (1966, у співавторстві з Леонідом Капітаном);
- сграфіто «Арсенальці», «Громадянська війна на Україні», «Возз'єднання України», «Радянська Україна» у вестибюлі Київського університету (1967);

- монументальні панно на фасаді:

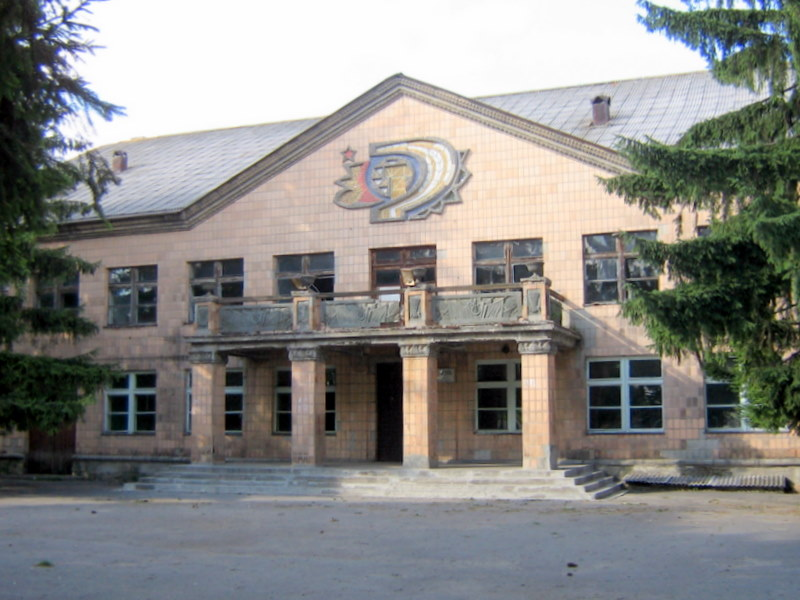
Будинок культури у Рацевому.

  - Будинку культури колгоспу «Прапор комунізму» в селі Рацевому Черкаської області (1969);
  - учбового корпусу хімічного комбінату у Сєвєродонецьку (1970).

Брав участь у республіканських виставках з 1955 року, всесоюзних та зарубіжних — з 1959 року.